# 기기괴괴
기기괴괴(奇奇怪怪)는 네이버에서 매주 목요일에 연재되는 오성대 작가의 호러 스릴러 장르의 옴니버스 웹툰이다.

## 특징
특유의 어두칙칙한 회색 톤의 그림체, 서로 비슷하면서도 기본적으로 미형인 인물들, 귀신이 나오는 공포물이라는 틀에 한정되지 않고 각종 판타지, sf 등 다양한 장르의 기묘하고 괴상한 이야기들을 다룬다는 점에서 이토 준지의 영향을 적지 않게 받은 작품이다.
많이 오해하는 부분이, 기기괴괴는 딱히 공포물로 한정된건 아니다. '아내의 기억' 같은 오컬트적 요소가 가미된 감동 스토리도 있으며, 귀신을 많이 다루긴 해도 소재가 조금 으스스할 뿐이지 금요일과는 달리 크게 역겹거나 사람 놀래키는 장면은 많지 않고, 소름은 끼칠지언정 작정하고 무섭게 하려는 웹툰은 아니므로 공포물을 싫어하는 독자도 부담없이 볼 수 있다. 또한 매 에피소드마다 나오는 소재도 참신하다는 평을 받는 편.
에피소드 3~4개가 끝난 후에 각 에피소드들의 특징을 꼬아서 만든 짧은 개그 단편들인 '장르파괴괴'도 볼거리. 또 중간중간에 작가 본인이 등장하거나, 성대반점같이 상호명에 본인의 이름이 걸리기도 한다. 탄산바이러스에서는 아예 오성대학교 로도 등장한다.

## 연재 현황
네이버 웹툰에서 2013년 5월 9일부터 매주 목요일에 연재됐다.
작가의 허리 건강이 안 좋아져서, 귀신잡기편이 종료된 2014년 6월 이후 휴재 중이다가 8월 말에 작업을 재개했으며 6~7주 이후 연재가 시작될꺼라는 공지를 올렸다. 2014년 10월 18일부터 연재 재개. 그리고 드디어 연혁을 제치고 1위를 차지했다. 그러나 2016년 2월 장르파괴괴를 마지막으로 다시 휴재에 들어갔다. 5월 첫 주에 다시 복귀했다. 그리고 2017년, 연애혁명이 휴재에 들어가면서 1위를 차지했다.
2014년 7월 1일부터 네이버 웹툰의 해외 서비스인 WEBTOON의 영어 페이지에서 번역 연재가 시작되었다.
2014년 10월 11일부터 네이버 웹툰의 해외 서비스인 동만 만화에서 중국어 간체 번역 연재가 시작되었다.
2014년 11월 18일부터 네이버 웹툰의 해외 서비스인 WEBTOON의 태국어 페이지에서 번역 연재가 시작되었다.
2015년 4월 20일부터 네이버 웹툰의 해외 서비스인 WEBTOON의 인도네시아어 페이지에서 번역 연재가 시작되었다.
2019년 9월 18일 시즌1 후기가 올라왔다. 장시간의 휴식과 준비기간을 가진후 시즌2로 돌아온다는데 독자들 반응은 "이거 시즌제였어?!", "뭔 시즌1이 6년이야" 정도... 이후 8달 간 휴재했으며 작가는 블로그에서 5월 중 복귀하겠다는 소식을 밝혔다. 2020년 5월 20일부로 연재가 재개되었다.
2022년 5월 25일 겨울나무편을 마지막으로 완결됐다. 2022년 6월 1일 후기가 올라왔다.

## 연재 목록

### 본편
| 번호 | 제목                 | 연재 기간                           | 회수 | 회차          |
| ---- | -------------------- | ----------------------------------- | ---- | ------------- |
| -    | 프롤로그             | 2013년 5월 8일                      | -    | -             |
| 1    | 저주받은 갤러리      | 2013년 5월 15일 ~ 2013년 7월 17일   | 10회 | 1화 ~ 10화    |
| 2    | 아프리카에서 생긴 일 | 2013년 7월 24일 ~ 2013년 8월 28일   | 6회  | 11화 ~ 16화   |
| 3    | 마술사 죽이기        | 2013년 9월 4일 ~ 2013년 10월 9일    | 6회  | 17화 ~ 22화   |
| 4    | 리셋 엘리베이터      | 2013년 10월 23일 ~ 2013년 11월 13일 | 4회  | 23화 ~ 26화   |
| 5    | 아내의 기억          | 2013년 11월 20일 ~ 2013년 12월 25일 | 6회  | 27화 ~ 32화   |
| 6    | 캠핑                 | 2014년 1월 8일 ~ 2014년 1월 15일    | 2회  | 33화 ~ 34화   |
| 7    | 상자 키우기          | 2014년 1월 22일 ~ 2014년 2월 12일   | 4회  | 35화 ~ 38화   |
| 8    | 곰보할배 도자기      | 2014년 2월 19일 ~ 2014년 3월 12일   | 4회  | 39화 ~ 42화   |
| 9    | 당첨번호             | 2014년 3월 26일 ~ 2014년 4월 30일   | 6회  | 43화 ~ 48화   |
| 10   | 귀신잡기             | 2014년 5월 21일 ~ 2014년 6월 18일   | 5회  | 49화 ~ 53화   |
| 11   | 여인화               | 2014년 10월 15일 ~ 2014년 10월 22일 | 2회  | 54화 ~ 55화   |
| 12   | 진화환생법           | 2014년 10월 29일 ~ 2014년 12월 17일 | 8회  | 56화 ~ 63화   |
| 13   | 채팅만남             | 2014년 12월 31일                    | 1회  | 64화          |
| 14   | 살의                 | 2015년 1월 7일 ~ 2014년 1월 21일    | 3회  | 65화 ~ 67화   |
| 15   | Lex Talionis         | 2015년 1월 28일                     | 1회  | 68화          |
| 16   | 성형수               | 2015년 2월 4일 ~ 2015년 4월 22일    | 11회 | 69화 ~ 79화   |
| 17   | 괴모수               | 2015년 5월 6일                      | 1회  | 80화          |
| 18   | 남자와 개            | 2015년 5월 13일 ~ 7월 1일           | 8회  | 81화 ~ 88화   |
| 19   | 꿈공유석             | 2015년 7월 8일 ~ 2015년 7월 29일    | 4회  | 89화 ~ 92화   |
| 20   | 재생종자             | 2015년 8월 12일 ~ 2015년 8월 26일   | 3회  | 93화 ~ 95화   |
| 21   | 심령어플             | 2015년 9월 2일                      | 1회  | 96화          |
| 22   | 고스트 폴라로이드    | 2015년 9월 9일 ~ 2015년 9월 16일    | 2회  | 97화 ~ 98화   |
| 23   | 제이스의 펜          | 2015년 9월 23일 ~ 2015년 10월 21일  | 4회  | 99화 ~ 102화  |
| 24   | 불면증               | 2015년 10월 28일                    | 1회  | 103화         |
| 25   | 도난                 | 2015년 11월 4일 ~ 2015년 11월 11일  | 2회  | 104화 ~ 105화 |
| 26   | 루시드컨             | 2015년 11월 25일 ~ 2015년 12월 23일 | 5회  | 106화 ~ 110화 |
| 27   | 지구용사 기괴트론    | 2015년 12월 30일 ~ 2016년 1월 20일  | 4회  | 111화 ~ 114화 |
| 28   | 본 다이스            | 2016년 1월 27일 ~ 2016년 2월 17일   | 4회  | 115화 ~ 118화 |
| 29   | 키베이루의 서재      | 2016년 5월 14일 ~ 2016년 6월 22일   | 8회  | 119화 ~ 126화 |
| 30   | Real Implant         | 2016년 6월 29일                     | 1회  | 127화         |
| 31   | 복수                 | 2016년 7월 6일                      | 1회  | 128화         |
| 32   | 그림                 | 2016년 7월 14일 ~ 2016년 7월 20일   | 2회  | 129화 ~ 130화 |
| 33   | Lurker               | 2016년 8월 3일 ~ 2016년 8월 24일    | 4회  | 131화 ~ 134화 |
| 34   | 애완가발             | 2016년 8월 31일 ~ 2016년 9월 7일    | 3회  | 135화 ~ 137화 |
| 35   | 미래사령             | 2016년 9월 21일 ~ 2016년 11월 23일  | 10회 | 138화 ~ 147화 |
| 36   | 순간이동기           | 2016년 11월 30일 ~ 2016년 12월 21일 | 4회  | 148화 ~ 151화 |
| 37   | 마혈초               | 2016년 12월 28일 ~ 2017년 1월 11일  | 3회  | 152화 ~ 154화 |
| 38   | 미니미               | 2017년 1월 18일 ~ 2017년 1월 25일   | 2회  | 155화 ~ 156화 |
| 39   | 고스트 홈케어        | 2017년 2월 1일 ~ 2017년 2월 8일     | 2회  | 157화 ~ 158화 |
| 40   | 택배                 | 2017년 2월 15일 ~ 2017년 2월 22일   | 2회  | 159화 ~ 160화 |
| 41   | 영생환               | 2017년 3월 1일 ~ 2017년 5월 10일    | 11회 | 161화 ~ 171화 |
| 42   | 특식                 | 2017년 5월 17일 ~ 2017년 1월 24일   | 2회  | 172화 ~ 173화 |
| 43   | 봉혼                 | 2017년 5월 31일 ~ 2017년 6월 21일   | 4회  | 174화 ~ 177화 |
| 44   | Hole                 | 2017년 6월 28일 ~ 2017년 7월 5일    | 2회  | 178화 ~ 179화 |
| 45   | 고스트 인테리어      | 2017년 7월 12일 ~ 2017년 7월 19일   | 2회  | 180화 ~ 181화 |
| 46   | 골드모텔             | 2017년 7월 26일 ~ 2017년 8월 16일   | 4회  | 182화 ~ 185화 |
| 47   | 14K                  | 2017년 8월 30일 ~ 2017년 10월 4일   | 6회  | 186화 ~ 191화 |
| 48   | 벌레                 | 2017년 10월 11일 ~ 2017년 10월 18일 | 2회  | 192화 ~ 193화 |
| 49   | 점잇귀               | 2017년 10월 25일 ~ 2017년 12월 6일  | 7회  | 194화 ~ 200화 |
| 50   | Scene Box            | 2017년 12월 13일 ~ 2018년 1월 3일   | 4회  | 201화 ~ 204화 |
| 51   | 머리카락             | 2018년 1월 10일 ~ 2018년 1월 24일   | 3회  | 205화 ~ 207화 |
| 52   | More Days            | 2018년 1월 31일 ~ 2018년 2월 14일   | 3회  | 208화 ~ 210화 |
| 53   | 탄산바이러스         | 2018년 2월 21일 ~ 2018년 2월 28일   | 2회  | 211화 ~ 212화 |
| 54   | 감금                 | 2018년 3월 7일 ~ 2018년 3월 21일    | 3회  | 213화 ~ 215화 |
| 55   | 대회                 | 2018년 6월 6일 ~ 2018년 6월 13일    | 2회  | 216화 ~ 217화 |
| 56   | 기괴병원             | 2018년 6월 20일 ~ 2018년 6월 27일   | 2회  | 218화 ~ 219화 |
| 57   | 성장산               | 2018년 7월 4일 ~ 2018년 7월 18일    | 3회  | 220화 ~ 222화 |
| 58   | 인간현관             | 2018년 7월 25일 ~ 2018년 9월 5일    | 7회  | 223화 ~ 229화 |
| 59   | 친구                 | 2018년 9월 12일 ~ 2018년 9월 19일   | 2회  | 230화 ~ 231화 |
| 60   | 수박                 | 2018년 10월 3일 ~ 2018년 10월 10일  | 2회  | 232화 ~ 233화 |
| 61   | 뇌오염               | 2018년 10월 17일 ~ 2018년 11월 7일  | 4회  | 234화 ~ 237화 |
| 62   | Change               | 2018년 11월 14일 ~ 2018년 11월 21일 | 2회  | 238화 ~ 239화 |
| 63   | 소년과 살인마        | 2018년 11월 28일 ~ 2019년 1월 9일   | 7회  | 240화 ~ 246화 |
| 64   | Acc Plants           | 2019년 1월 23일 ~ 2019년 2월 27일   | 6회  | 247화 ~ 252화 |
| 65   | 문방구               | 2019년 3월 6일 ~ 2019년 3월 13일    | 2회  | 253화 ~ 254화 |
| 66   | Magnet               | 2019년 3월 20일 ~ 2019년 4월 24일   | 5회  | 255화 ~ 259화 |
| 67   | 성형귀               | 2019년 5월 1일 ~ 2019년 5월 22일    | 4회  | 260화 ~ 263화 |
| 68   | 카페                 | 2019년 6월 5일 ~ 2019년 6월 12일    | 2회  | 264화 ~ 265화 |
| 69   | Head                 | 2019년 6월 19일 ~ 2019년 7월 17일   | 5회  | 266화 ~ 270화 |
| 70   | VR                   | 2019년 7월 24일 ~ 2019년 7월 31일   | 2회  | 271화 ~ 272화 |
| 71   | 노래방과 오뎅트럭    | 2019년 8월 7일 ~ 2019년 8월 14일    | 2회  | 273화 ~ 274화 |
| 72   | 도둑                 | 2019년 8월 21일 ~ 2019년 9월 11일   | 4회  | 275화 ~ 278화 |
| -    | 시즌1 후기           | 2019년 9월 18일                     | -    | -             |
| 73   | 뉴성형수             | 2020년 5월 20일 ~ 2020년 8월 5일    | 12회 | 279화 ~ 290화 |
| 74   | GAME                 | 2020년 8월 12일 ~ 2020년 9월 2일    | 4회  | 291화 ~ 294화 |
| 75   | 검은 안개            | 2020년 9월 9일 ~ 2020년 9월 23일    | 3회  | 295화 ~ 297화 |
| 76   | 저주받은 체육관      | 2020년 9월 30일 ~ 2020년 10월 21일  | 4회  | 298화 ~ 301화 |
| 77   | 저승사자             | 2020년 10월 28일 ~ 2020년 11월 18일 | 4회  | 302화 ~ 305화 |
| 78   | 생인형               | 2020년 11월 25일 ~ 2020년 12월 16일 | 4회  | 306화 ~ 309화 |
| 79   | 뇌                   | 2020년 12월 23일 ~ 2020년 12월 30일 | 2회  | 310화 ~ 311화 |
| 80   | 웹툰작가의 꿈        | 2021년 1월 6일 ~ 2021년 1월 20일    | 3회  | 312화 ~ 314화 |
| 81   | 최면                 | 2021년 1월 27일 ~ 2021년 2월 17일   | 4회  | 315화 ~ 318화 |
| 82   | 마취여왕             | 2021년 2월 24일 ~ 2021년 3월 24일   | 5회  | 319화 ~ 323화 |
| 83   | 열                   | 2021년 4월 7일 ~ 2021년 4월 14일    | 2회  | 324화 ~ 325화 |
| 84   | 마귀인간             | 2021년 4월 21일 ~ 2021년 5월 12일   | 4회  | 326화 ~ 329화 |
| 85   | 소멸의 도시          | 2021년 5월 19일 ~ 2021년 7월 21일   | 9회  | 330화 ~ 338화 |
| 86   | 악마의 눈            | 2021년 7월 28일 ~ 2021년 8월 19일   | 4회  | 339화 ~ 342화 |
| 87   | 기름충 다이어트      | 2021년 9월 1일 ~ 2021년 9월 15일    | 3회  | 343화 ~ 345화 |
| 88   | 틀                   | 2021년 9월 22일 ~ 2021년 10월 6일   | 3회  | 346화 ~ 348화 |
| 89   | 스위치               | 2021년 10월 13일 ~ 2021년 10월 27일 | 3회  | 349화 ~ 351화 |
| 90   | 종이 감옥            | 2021년 11월 3일 ~ 2021년 12월 22일  | 8회  | 352화 ~ 359화 |
| 91   | 귀신과 연애를        | 2022년 1월 5일 ~ 2022년 1월 19일    | 3회  | 360화 ~ 362화 |
| 92   | 랜덤 주사            | 2022년 1월 26일 ~ 2022년 2월 2일    | 2회  | 363화 ~ 364화 |
| 93   | 껍데기               | 2022년 2월 9일 ~ 2022년 3월 9일     | 5회  | 365화 ~ 369화 |
| 94   | 겨울나무             | 2022년 3월 16일 ~ 2022년 5월 25일   | 11회 | 370화 ~ 380화 |
| -    | 후기                 | 2022년 6월 1일                      | -    | -             |

### 장르파괴괴 연재일
- #1 : 2013년 10월 16일
- #2 : 2014년 1월 1일
- #3 : 2014년 3월 19일
- #4 : 2014년 12월 24일
- #5 : 2015년 4월 29일
- #6 : 2015년 8월 5일
- #7 : 2015년 11월 18일
- #8 : 2016년 2월 25일
- #9 : 2016년 7월 27일
- #10 : 2018년 3월 28일
- #11 : 2018년 9월 26일
- #12 : 2019년 1월 16일
- #13 : 2019년 5월 29일
- #14 : 2021년 3월 31일
- #15 : 2021년 8월 25일
- #16 : 2021년 12월 29일

## 영상화

### 일본
기묘한 이야기 2017년 봄 특별편으로 방송되었다. 원작은 〈아내의 기억〉이다.

#### 출연
- 나리타 요이치로 - 엔도 켄이치
- 나리타 미도리 - 토쿠나가 에리
- 타카나시 토오루 - 토야마 토시야
- 나리타 하루코 - 하라다 미에코

#### 제작진
- 각본 - 와다 키요토
- 연출 - 코노 케이타

### 대한민국
스튜디오앤뉴와 방송사 JTBC는 드라마 제작 지원과 편성에 관한 양해각서(MOU)를 체결했다.

#### 애니메이션
2019년 2월 21일 요즘 애니의 숏 애니 형식으로 20화 정도 나왔다.

#### 극장판
스튜디오 애니멀에서 기기괴괴 성형수에피소드를 원작으로 하는 극장판 애니메이션을 제작하였으며, 2020년 9월 9일 개봉하였다.